# Nomes de cores em HTML
Em HTML, documentos usando especificações 4.01 as cores podem ser especificadas pelo nome. Os nomes são definidos neste contexto para ser case-insensitive. "O uso de cores em HTML foi preterida em favor da CSS".
| Color             | Hexadecimal | Color  | Hexadecimal | Color  | Hexadecimal | Color  | Hexadecimal |
| ----------------- | ----------- | ------ | ----------- | ------ | ----------- | ------ | ----------- |
| aqua / cyan       | #00FFFF     | gray   | #808080     | navy   | #000080     | silver | #C0C0C0     |
| black             | #000000     | green  | #008000     | olive  | #808000     | teal   | #008080     |
| blue              | #0000FF     | lime   | #00FF00     | purple | #800080     | white  | #FFFFFF     |
| fuchsia / magenta | #FF00FF     | maroon | #800000     | red    | #FF0000     | yellow | #FFFF00     |

| Nome       | Tripleto Hex | Red  | Green | Blue | Matiz | Satur | Luz  | Satur | Valor | CGA número (nome); alias   |
| ---------- | ------------ | ---- | ----- | ---- | ----- | ----- | ---- | ----- | ----- | -------------------------- |
| {{{nome}}} | #FFFFFF      | 100% | 100%  | 100% | 0°    | 0%    | 100% | 0%    | 100%  | 15 (white)                 |
| {{{nome}}} | #C0C0C0      | 75%  | 75%   | 75%  | 0°    | 0%    | 75%  | 0%    | 75%   | 07 (light gray)            |
| {{{nome}}} | #808080      | 50%  | 50%   | 50%  | 0°    | 0%    | 50%  | 0%    | 50%   | 08 (dark gray)             |
| {{{nome}}} | #000000      | 0%   | 0%    | 0%   | 0°    | 0%    | 0%   | 0%    | 0%    | 00 (black)                 |
| {{{nome}}} | #FF0000      | 100% | 0%    | 0%   | 0°    | 100%  | 50%  | 100%  | 100%  | 12 (high red)              |
| {{{nome}}} | #800000      | 50%  | 0%    | 0%   | 0°    | 100%  | 25%  | 100%  | 50%   | 04 (low red)               |
| {{{nome}}} | #FFFF00      | 100% | 100%  | 0%   | 60°   | 100%  | 50%  | 100%  | 100%  | 14 (yellow)                |
| {{{nome}}} | #808000      | 50%  | 50%   | 0%   | 60°   | 100%  | 25%  | 100%  | 50%   | 06 (brown)                 |
| {{{nome}}} | #00FF00      | 0%   | 100%  | 0%   | 120°  | 100%  | 50%  | 100%  | 100%  | 10 (high green); green     |
| {{{nome}}} | #008000      | 0%   | 50%   | 0%   | 120°  | 100%  | 25%  | 100%  | 50%   | 02 (low green)             |
| {{{nome}}} | #00FFFF      | 0%   | 100%  | 100% | 180°  | 100%  | 50%  | 100%  | 100%  | 11 (high cyan); cyan       |
| {{{nome}}} | #008080      | 0%   | 50%   | 50%  | 180°  | 100%  | 25%  | 100%  | 50%   | 03 (low cyan)              |
| {{{nome}}} | #0000FF      | 0%   | 0%    | 100% | 240°  | 100%  | 50%  | 100%  | 100%  | 09 (high blue)             |
| {{{nome}}} | #000080      | 0%   | 0%    | 50%  | 240°  | 100%  | 25%  | 100%  | 50%   | 01 (low blue)              |
| {{{nome}}} | #FF00FF      | 100% | 0%    | 100% | 300°  | 100%  | 50%  | 100%  | 100%  | 13 (high magenta); magenta |
| {{{nome}}} | #800080      | 50%  | 0%    | 50%  | 300°  | 100%  | 25%  | 100%  | 50%   | 05 (low magenta)           |

Estas 16 também foram especificadas como sRGB, e incluídas na especificação HTML 3.0 que registrou "Essas cores eram originalmente escolhidas como sendo o padrão de 16 cores suportadas com o Windows VGA paleta."
Fuchsia é exatamente o mesmo que magenta (na lista abaixo) e similarmente aqua é exatamente o mesmo que Cyan.
Todos os principais navegadores suportam um grande conjunto de nomes (não padrão), o X11 color names conforme especificado no CSS3.